# Opération Musk Ox
L'opération Musk-Ox (bœuf musqué) est un exercice militaire organisé par l'armée canadienne à l'hiver 1945-1946 pour tester des chenillettes Mark III et le ravitaillement aérien dans les conditions arctiques. Quarante-sept personnes, utilisant 10 Mark III de conception canadienne (surnommés pingouins), ont parcouru 5 000 km en 81 jours; les blizzards et les températures sous 44 °C ont limité les déplacements réels à 52 jours.

## Préparation et véhicules

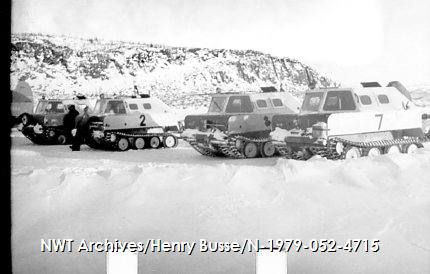
Chenillettes militaires (Mark-III, Penguins) sur la glace, Port Radium, Grand lac de l'Ours, 1946.

Un exercice antérieur nommé « Lemming » (du 22 mars au 6 avril 1945) fait ressortir les limites des véhicules d'hiver utilisés au nord de la forêt boréale et l'armée canadienne désire effectuer un exercice plus complexe. L'expédition Musk-Ox n'est approuvée que le 12 octobre 1945 par le ministre canadien de la défense.
Les principaux véhicules utilisés sont des chenillettes Mark I à chenilles souples de 35" de largeur, construites pour l'armée canadienne par Bombardier au printemps 1944 à 410 exemplaires ; ce sont des véhicules de reconnaissance rapides (à cabine ouverte), à deux passagers, dont la plupart ont été livrés à l'Angleterre et qui n'ont jamais eu l'occasion d'être utilisés pour la libération de la Finlande tel que prévu. L'armée canadienne en possède 11 qu'elle fait modifier à Ottawa: une partie du blindage supérieur est enlevée et une cabine très restreinte est construite pour accueillir 4 personnes. Le véhicule devient le modèle Mark III.
Trois observateurs américains accompagnent l'expédition. L'Aviation royale du Canada effectue le ravitaillement, principalement par parachutages. Des scientifiques suivent à distance la collecte de données reliées à la météo, aux communications radio, aux cartes géographiques (très imprécises), au champ magnétique, à la glace, à la vie sauvage. L'expédition permettra la première utilisation au Canada de l'indice de refroidissement éolien.

## Expédition

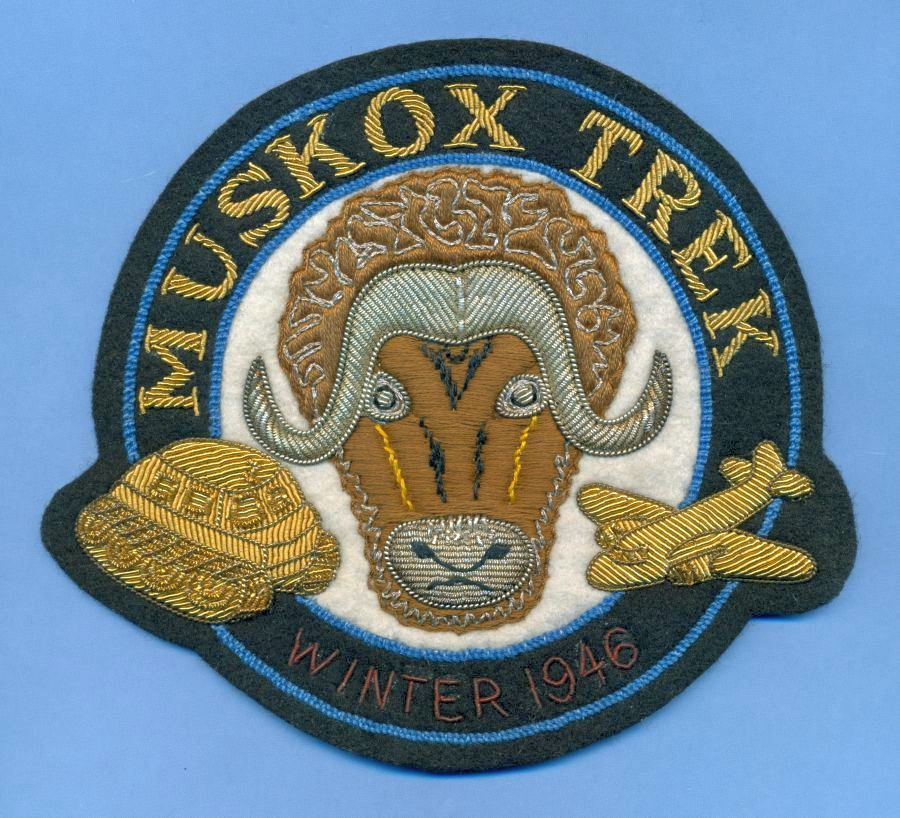
Écusson de l'expédition.

L'expédition, dirigée par Patrick Douglas Baird, débute le 15 février 1946. La chenillette Weasel de fabrication américaine (Studebaker) qui accompagne l'expédition doit rebrousser chemin le 17 février. À partir de Churchill (Manitoba), le groupe se dirige au Nord vers Eskimo Point (4e jour: Arviat), Baker Lake (J11; Territoires du Nord-Ouest) où le nombre de véhicules a été réduit à dix, Rivière Perry (J19), Cambridge Bay (J24), de là, 3 Mark III se rendent à Denmark Bay (J28; sur l'île Victoria), puis vers le sud jusqu'à Kugluktuk (J39), Port Radium (J46), Norman Wells (J53), Fort Simpson (J62), Fort Nelson (J69) et par la route en gravier de l'Alaska jusqu'à Grande Prairie (J79), puis retour par chemin de fer jusqu'à Edmonton (J81).
Deux soldats ont été tués dans un incendie accidentel à Churchill, juste avant le départ du groupe principal; les unités de chauffage à l'huile rudimentaires devaient être remplies plusieurs fois par jour et par nuit. Beaucoup de ceux de l'expédition ont souffert d'empoisonnement au monoxyde de carbone parce que le vent a refoulé des gaz d'échappement à l'intérieur des véhicules. 
Le 4 avril, un résident de Port Radium a été tué lorsque le tracteur Caterpillar qu'il conduisait s'est renversé sur lui alors qu'il venait dépanner l'un des Mark III tombé dans une crevasse sur le Grand lac de l'Ours,.
Un défilé a lieu sur l'avenue Jasper à Edmonton le 6 mai 1946,. Après la parade, l'ordre de dissolution de la Musk Ox Moving Force est donné au manège militaire, après 81 jours d'opération.

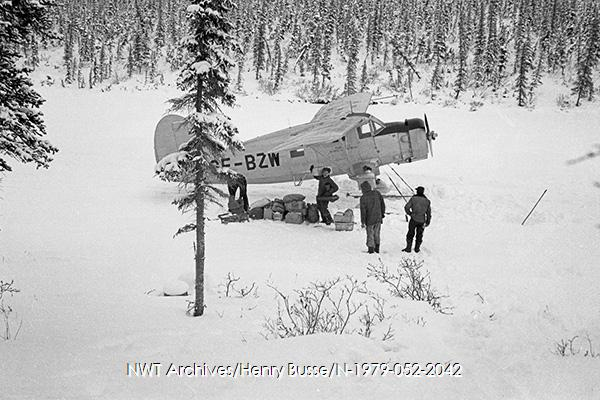
Opération Muskox, E - fournitures déchargées d'un Norseman CF-BZW sur des skis, dans la brousse près de Port Radium.

## Constatations
- Elle ne cite pas suffisamment ses sources. Vous pouvez indiquer les passages à sourcer avec {{référence nécessaire}} ou {{Référence souhaitée}}, et inclure les références utiles en les liant aux notes de bas de page. (Marqué depuis août 2025)
- Son texte doit être wikifié : il ne correspond pas à la mise en forme Wikipédia (style, typographie, liens internes, liens entre les wikis, etc.). (Marqué depuis août 2025)

Même si les exercices Eskimo et Lemming avaient donné un aperçu des difficultés à venir, l'armée a mésestimé les rigueurs de l'Arctique et la difficulté du parcours. La lecture de rapports sur l'Opération Musk-Ox fait ressortir l'improvisation dans la modification et la préparation de véhicules usagés qui a conduit à des défaillances en série.
Les véhicules sont usagés, ne semblent pas avoir été révisés mécaniquement et sont livrés à Churchill (Manitoba) avec des batteries mortes:
- Sur les 11 véhicules: remplacement de 15 moteurs, de 10 radiateurs, de transmissions, d'essieux-moteur.
- Blocage récurrent des conduits d'alimentation d'essence et des circuits de refroidissement parce que la rudesse du parcours libère les vieux sédiments.
- Vidanges d'huile à répétition et parfois pour la chauffer afin de permettre le démarrage.
- Utilisation de lubrifiants conventionnels et d'antigel inadaptés aux grands froids (-44°C).

Chaque véhicule remorque 2 traîneaux lourdement chargés. Lors de certains bris mécaniques, des véhicules ont été remorqués ainsi que leurs traîneaux par les autres. Les traîneaux ont usé rapidement et certains ont été remplacés; ceux qui étaient munis de chenilles offraient une telle résistance que les chenilles ont été enlevées.
Dans les chenillettes, les occupants sont très à l'étroit, sévèrement secoués et intoxiqués par les gaz d'échappement. Les conducteurs ont été entrainés sur des « Bren Gun Carriers » et n'ont jamais piloté de Mark III avec lesquels les mécaniciens ne sont pas familiers. Les vêtements fournis ne protègent pas adéquatement du froid arctique. Les équipements de chauffage sont insuffisants et la base de Churchill consiste en de vieux baraquements abandonnés par l'armée américaine où il n'y a qu'un mécanicien de prévu pour entretenir une flotte de plus de 50 véhicules (d'autres seront ajoutés).
En cours de route, l'armée a augmenté ses besoins de ravitaillement d'abord de 25%, puis de 50%. À plusieurs reprises les cartes étaient si imprécises que c'est la présence d'Inuit qui a permis de réorienter l'expédition égarée.
Le support aérien comprenait pour la RCAF44: 6 C-47 Dakotas et 3 C-64 Norseman (avec skis), pour l'USAAF: 5 C-47 Dakotas, 1 C-46 Commando et 6 planeurs. L'aviation a livré (principalement par parachutage) environ 91 tonnes de matériel aux membres de l'expédition. Au total, l'aviation a transporté 1155 passagers et 381 tonnes de matériel.
Au retour, lorsque la température se radoucit, les moustiques sont intolérables et les conditions printanières rendent très difficiles la traversée des cours d'eau.
Les Mark III sont propulsés par un V-8 (125 cv) à têtes plates de Cadillac avec transmission automatique qui ont la réputation d'être fiables. S'ils ont fait piètre figure, c'est en grande partie parce qu'ils n'avaient pas été entretenus depuis un an et demi, qu'il n'étaient pas préparés pour des températures très froides, ni prévus pour remorquer de lourds traineaux sur des terrains très difficiles, presque continuellement en 1re vitesse. Trois défauts de conception du Mark III ressortent :
- La cabine est trop exigüe, seul le conducteur fait face à l'avant et l'espace de rangement est même insuffisant pour l'équiment personnel de l'équipage; elle est mal isolée du compartiment moteur. Pourtant, la cabine fermée construite par Bombardier (Mark II) était beaucoup plus spacieuse et n'a pas été copiée[7].
- L'air chaud du radiateur est évacuée par l'arrière et, par vents arrière, est complètement refoulé dans le compartiment moteur (les vents soufflent régulièrement à plus de 50 km/h) ce qui a causé la surchauffe par température extrêmement froide et l'intoxication des passagers.
- La localisation du filtreur à air du moteur est à l'arrière de la chenille droite (contamination par le sable au retour alors que les filtreurs avaient été enlevés au milieu du trajet).
- Le rapport de différentiel n'était pas prévu pour l'usage qui en a été fait.

En 1953, Bombardier a repris le concept du Mark I (9 400 lb pour rencontrer les spécifications de l'armée) pour créer le Muskeg (4 000 lb et autant en capacité de remorquage) qui, sans le lourd blindage exigé par l'armée et avec un moteur six cylindres léger, a connu une renommée internationale.

## Conclusion
Les mécaniciens qui ont effectué des réparations majeures dans des conditions de froid et de vent intense, ont accompli un véritable exploit et le succès de l'expédition repose sur la gigantesque logistique aérienne qui a permis de compléter le parcours.
La mission a démontré qu'il était hautement improbable que les forces soviétiques tentent une invasion terrestre de l'Amérique du Nord à travers l'Arctique. Les États-Majors canadien et américain ont tenu compte de l'efficacité de l'aviation dans le Grand Nord puisque, lors de la guerre froide, des bases radar et des terrains d'aviation ont été construits. En 1994, quatre terrains d'aviation situés dans le Grand Nord font l'objet d'améliorations pour être en mesure d'accueillir et de soutenir les opérations des chasseurs canadiens CF-18: Inuvik, Yellowknife, Rankin Inlet et Iqaluit.